# 1968 no teatro

## Eventos
- 15 de abril – Estreia The Boys in the Band

## Nascimentos
| Data           | Nome             | Profissão       | Nacionalidade  | Observações | Ref |
| -------------- | ---------------- | --------------- | -------------- | ----------- | --- |
| 25 de janeiro  | Carolina Ferraz  | modelo e atriz  | Brasil         |             |     |
| 8 de junho     | Eduardo Moscovis | ator            | Brasil         |             |     |
| 9 de agosto    | Gillian Anderson | atriz           | Estados Unidos |             |     |
| 13 de outubro  | Tisha Campbell   | atriz e cantora | Estados Unidos |             |     |
| 5 de novembro  | René Laván       | Ator            | Cuba           |             |     |
| 28 de dezembro | Leonardo Vieira  | ator            | Brasil         |             |     |

## Mortes
| Data           | Nome          | Profissão | Nacionalidade | Observações | Ref |
| -------------- | ------------- | --------- | ------------- | ----------- | --- |
| 16 de setembro | Celso Marques | ator      | Brasil        | n. 1942     |     |